# Тейш (Димбовіца)
Тейш (рум. Teiș) — село у повіті Димбовіца в Румунії. Входить до складу комуни Шотинга.
Село розташоване на відстані 76 км на північний захід від Бухареста, 2 км на північний захід від Тирговіште, 145 км на північний схід від Крайови, 80 км на південь від Брашова.

## Населення
За даними перепису населення 2002 року у селі проживали 2411 осіб, з них 2408 осіб (99,9%) румунів. Рідною мовою 2406 осіб (99,8%) назвали румунську.